# Capreolus
Capreolus és un gènere de cérvols de mida petita. Conté dues espècies: el cabirol (C. capreolus), originari d'Europa, l'Àsia Menor i la zona de la mar Càspia; i el cabirol de Sibèria (C. pygargus), que viu a Sibèria i altres parts del nord-est i el centre d'Àsia. Les distribucions geogràfiques de les dues espècies s'encavalquen al Caucas.